# Şehzade Ömer
 (septembre 2020).
Şehzade Ömer (en arabe : شہزادہ عمر), né le 20 octobre 1621 à Constantinople et mort le 5 février 1622 à Edirne, il est le fils unique d'Osman II, sultan ottoman et de son épouse Mahlika Sultan.

## Biographie

### Naissance
Şehzade Ömer est né le 20 octobre 1621 dans le Palais de Topkapı, tandis qu’Osman menait la guerre contre la Pologne. Sa mère était Mehlika Sultan, une femme russe. Sur le chemin du retour d’Osman, il avait reçu la nouvelle qu’il avait un fils né, il avait un successeur et représentait une menace contre ses frères. Il l’appela à Edirne où les deux se rencontrèrent et Osman eut la chance de voir son fils Ömer. Pour célébrer le moment propice et peut-être pour l’impressionner, il a ordonné la tenue d’une fête de trois jours, pour célébrer son retour de la campagne ainsi que la naissance récente de son fils.

### Décès
Dans les célébrations, l’imitation des scènes de bataille faisait partie du spectacle. Pourtant, l’inimaginable s’est produit et le bébé est mort subitement le 5 février 1622, dans les circonstances les plus inattendues. Selon le bailo vénitien, quand Osman et Mehlika, avec leur fils et d’autres femmes membres de la dynastie, regardaient une reconstitution de la campagne polonaise du sultan organisée comme un grand spectacle au palais, l’un des acemioğlans jouant le rôle d’un soldat polonais déchargé son arme et causé un ricochet. Sa balle perdue a trouvé et tué le prince Ömer instantanément. Ce fut un grand traumatisme pour Osman. Il a non seulement été dévasté, mais a commencé à afficher un caractère plus brutal. Il est rapporté que, pendant les trois premiers jours après avoir perdu son fils, le sultan n’a pas dit un mot et est resté à l’écart du public tout en contemplant dans la douleur profonde.
Certains auteurs d’histoire expliquent cet événement par le choc que l’enfant a eu en raison des bruits des canons tirés. Hammer donne une raison plus frappante pour la mort du bébé : « Pour augmenter ses festivités de joie ont eu lieu et certaines scènes de la guerre polonaise ont été mis en scène. Le prince était présent dans ces jeux et par le tir soudain d’un fusil [par hasard] il a été blessé et est mort ».
Après cette perte tragique, Osman voyageait fréquemment incognito dans les rues de la capitale et punissait de nombreux malfaiteurs, dont plusieurs officiers janissaires et des gens ordinaires.